# Раул Еспарза
Раул Еспарза (енгл. Raúl Esparza; Вилмингтон, Делавер, 24. октобар 1970) је амерички филмски и телевизијски глумац. Најпознатији је по улози Рафаела Барбе у серији Ред и закон: Одељење за специјалне жртве.

## Приватни живот
Еспарза је 2006. године у интервјуу за Њујорк Тајмс изјавио да је бисексуалан. Био је у браку с Мишел Перез од 1994. до 2008. године.